# Baghlan (provins)
Baghlan är en av Afghanistans 34 provinser. Den ligger i den norra delen av landet. Dess huvudort är Pol-e Khomri. Provinsen har 779 000 invånare (år 2006) och en yta på 21 112 km².
Baghlan gränsar till provinserna Kunduz i norr, Takhar i nordöst, Panjshir i sydöst, Parwan i söder, Bamiyan i sydväst och Samangan i sydväst.
Befolkningen är etniskt heterogen med uppskattningsvis 50 % tadzjiker, 20 % pashtuner, 15 % hazarer och 12 % uzbeker.

## Administrativ indelning
Provinsen är indelad i 15 distrikt.
- Andarab
- Baghlan-e Jadid
- Burka
- Dahana-ye Ghuri
- Deh-e Salah
- Dushi
- Firing wa Gharu
- Guzargah-e Nur
- Jalga
- Khinjan
- Khost wa Firing
- Nahrin
- Pol-e Hisar
- Pol-e Khomri
- Tala wa Barfak